# Лог, Лайонел
Сэр Лайонел Джордж Лог (англ. Lionel George Logue, 26 февраля 1880, Аделаида, Южная Австралия — 12 апреля 1953, Лондон, Великобритания) — австралийский логопед, наиболее известный тем, что вылечил короля Георга VI, страдавшего заиканием.

## Биография

### Ранние годы
Лайонел Лог родился 26 февраля 1880 года на юге Австралии, в городе Аделаида. Он был старшим из четверых детей в семье. Его дед, Эдвард Лог, был ирландцем, и в Австралию переехал из Дублина. В 1850 году он основал собственную пивоварню, которая после его смерти была поглощена Южно-Австралийской пивоваренной компанией. Отец Лайонела, Джордж Эдвард Лог, был бухгалтером на фирме деда, а позже управляющим отелями Бернсайд, Элефант, Касл и Лавиния Ранкин. С 1889 года по 1896 год Лог посещал Колледж принца Альфреда. Неспособный решить, какой предмет изучать на углублённом уровне, Лайонел однажды наткнулся на Песнь о Гайавате:
И рассказчик сказок Ягу,

Говорун, хвастун великий,

Много по свету бродивший,

Верный друг Нокомис старой,

Сделал лук для Гайаваты
Оригинальный текст (англ.)Then lagoo, the great boaster,

He the marvellous story-teller,

He the traveller and the talker,

He the friend of old Nokomis,

Made a bow for Hiawatha
— Г. У. Лонгфелло (перевод И. А. Бунина)

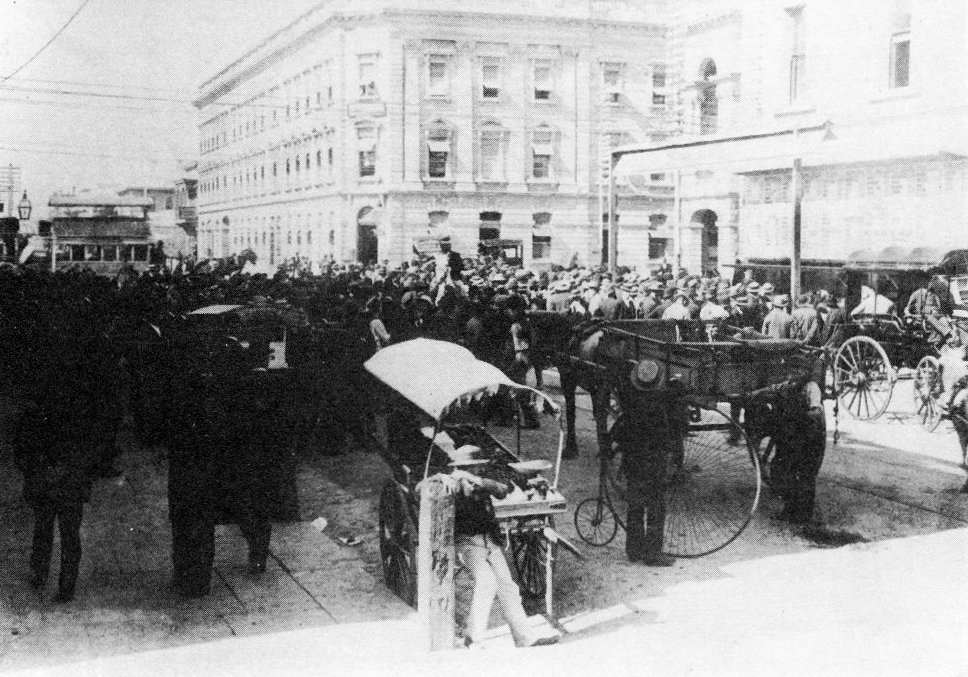
Аделаида, 1896

Лога вдохновили ритмичность и слог поэмы, и он решил развивать свою речь. После окончания школы в шестнадцать лет, он начал обучаться риторике у Эдварда Ривза.
Эдвард Ривз переехал в Аделаиду в 1878 году, где он начал работать с учениками днём, а по ночам устраивал довольно популярные у зрителей представления в зале Виктория Холл. Начиная с 1902 года Лайонел уже работал у Ривза секретарём и ассистентом, параллельно обучаясь музыке в консерватории Университета Аделаиды. Со временем, работая на Ривза, Лог и сам начал давать сольные концерты, на которых его хвалили за «чистый, мощный голос».
После смерти отца 17 ноября 1902 года, Лог сам начал обучать риторике. К 1904 году он уже заработал неплохую репутацию и даже получал хвалебные отклики в местной газете. Однако он решил заключить контракт с инженерной фирмой на установку электроснабжения на золотом прииске в Западной Австралии, в 2000 км к западу от города Калгурли.

### Профессиональная карьера
Профессиональная карьера Лога началась в Перте (Австралия), где он, помимо обучения риторике, актёрства и публичных выступлений ставил спектакли и декламации, и даже основал клуб ораторов. Там же он принимал участие в деятельности ИМКА и учебных заведений: Женского методистского колледжа, Шотландского колледжа, Педагогического колледжа Клэрмонт, Технического училища Перта и монастыря Лорето.
В 1911 году Лог отправляется в кругосветное путешествие с целью изучения новых методик ораторства и публичных выступлений. Вернувшись в Перт после Первой мировой, он разработал новые методики лечения для ветеранов, которые страдали заиканием вследствие контузии. Помимо физических упражнений, способствовавших улучшению дыхания и работы лёгких пациентов, отличительной чертой методик лечения Лога являлись юмор, терпение и «сверхчеловеческое сочувствие».
В 1924 году Лог привёз свою жену и троих сыновей в Англию, якобы на отдых. Обосновавшись там, он начал преподавать риторику в школах в пригороде Лондона. В 1926 году Лог открыл контору по лечению дефектов речи на Харли-стрит, 146. Именно туда впоследствии пришёл герцог Йоркский, будущий король Георг VI, в поисках помощи Лайонела. Лог использовал свой гонорар от состоятельного клиента, чтобы субсидировать неплатежеспособных пациентов.
В 1935 году Лог стал одним из основателей «Британского сообщества логопедов», а в 1944 году основал Логопедический колледж.
Король Георг VI произвёл Лайонела Лога в Командоры Королевского Викторианского ордена в 1944 году. Столь высокая честь от благодарного короля сделала Лога членом единственного рыцарского ордена, присуждаемого за оказание личных услуг монарху.

### Лечение короля Георга VI

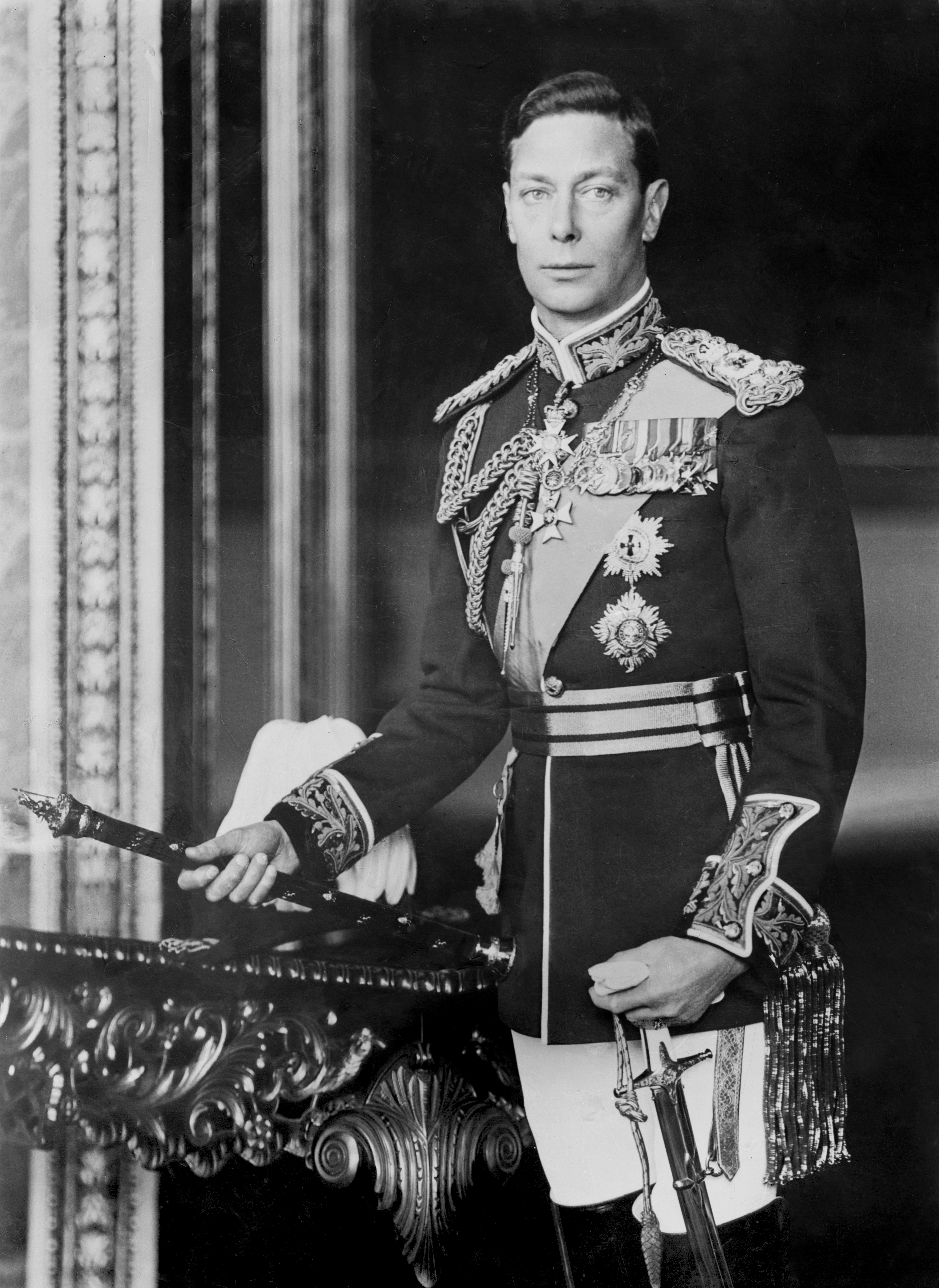
Король Георг VI

До восхождения на престол Альберт, герцог Йоркский боялся публичных выступлений из-за тяжёлой формы заикания. Его заключительная речь на Британской имперской выставке на стадионе Уэмбли 31 октября 1925 года обернулась тяжким испытанием как для оратора, так и для слушателей. Этот печальный опыт заставил герцога начать искать способ вылечиться от заикания и обратиться к Лайонелу Логу.
Диагностировав у герцога плохую координацию гортани и диафрагмы, Лог назначил Альберту вокальные упражнения, занимавшие около часа времени ежедневно. Методы лечения Лога позволяли герцогу по-настоящему расслабляться, благодаря чему удавалось избегать мышечных спазмов, вызывающих напряжённость. Как результат — речь герцога отныне лишь изредка подвергалась случайным колебаниям. К 1927 году он уже мог уверенно разговаривать. Своё выступление на открытии Здания Парламента в Канберре Альберт провёл, ни разу не заикнувшись.
Лог работал с герцогом вплоть до 1940-х годов. С помощью скороговорок он помогал Королю репетировать его главные выступления — коронацию и радиообращение к Британской империи накануне Второй мировой войны. Они остались друзьями до конца жизни. Король лично признавал эту дружбу и в благодарность Логу 11 мая 1937 года, за день до коронации, назначил его Членом Королевского Викторианского ордена (MVO), а 2 июня 1944 года повысил Лайонела до Командора (CVO).

### Личная жизнь

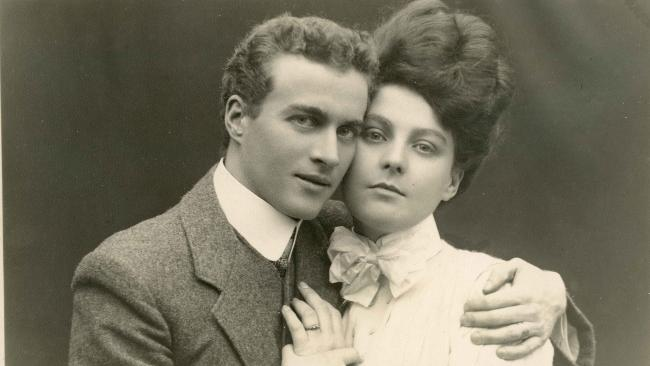
Лог вместе с Миртл во время помолвки в Перте, 1906 год

20 марта 1907 года Лог женился на Миртл Грюнерт, 21-летней конторщице. Свадьба прошла в англиканском Соборе святого Георга, в Перте. Позже Миртл родила Логу трёх сыновей: Валентайна, Лори и Энтони.
Большую часть своей жизни Лог был последователем Христианской науки, однако после смерти жены в 1945 году Лайонел всерьёз стал интересоваться спиритуализмом.
С 1933 до 1940 год Лог с семьёй жили в 25-комнатной Викторианской вилле Бичгрув в Сиднэме.

Лайонел Джордж Лог умер 12 апреля 1953 года в Лондоне, в возрасте 73 лет, через год после смерти своего самого знаменитого пациента Георга VI. Его тело было кремировано.

## В массовой культуре
Внук Лога, Марк, в соавторстве с Питером Конради написали книгу об отношениях Лайонела с герцогом Йоркским, будущим королём Георгом VI — The King’s Speech: How One Man Saved the British Monarchy (рус. Королевская речь: Как один человек спас британскую монархию). 

Позже сокращённое название книги было использовано в британской исторической драме 2010 года «Король говорит!», сценарий которой был написан Д. Сейдлером. В этом фильме Лайонела Лога сыграл Джеффри Раш, Георга VI — Колин Фёрт, Эдуарда VIII — Гай Пирс, Георга V — Майкл Гэмбон. В феврале 2011 года фильм победил в четырёх номинациях на премию «Оскар», в том числе в номинациях «Лучший фильм года» и «Лучшая мужская роль» (Колин Фёрт).
Кроме того, в 2008 году роль Лайонела Лога сыграл Тревор Литлдэйл в радиопостановке Марка Бугрэсса A King’s Speech.
- Лог М., Конради П. Король говорит! пер. с англ. — Спб.: Азбука: Азбука-Аттикус, 2012. - 256 с.